# Nadleśnictwo Gidle
Nadleśnictwo Gidle – jednostka organizacyjna Lasów Państwowych podległa Regionalnej Dyrekcji Lasów Państwowych w Katowicach. Administracyjnie leży w województwie łódzkim (powiaty pajęczański i radomszczański) oraz śląskim (powiat częstochowski). Siedzibą nadleśnictwa jest miejscowość Niesulów.

## Historia
Początek Nadleśnictwu Gidle dało istniejące już w początkach XVIII wieku leśnictwo o tej samej nazwie. W Roczniku Korpusu Leśnego Królestwa Polskiego na rok 1832 mówi się o istnieniu leśnictwa Gidle z Panem Wawrzyńcem Suszyckim jako Nadleśniczym oraz strażami w Cykarzewie, Orzechowie, Sierakowie i Poczesnej. W 13 lat później, Rocznik Administracji Leśnej Rządowej Królestwa Polskiego wymienia Pana Klemensa Kozłowskiego jako p.o. Nadleśniczego oraz straże leśne w Niesulowie i Poczesnej. Po I wojnie światowej Nadleśnictwo Gidle powstało z dniem 1 stycznia 1922 roku, w wyniku podziału Nadleśnictwa Noworadomsk na dwa nadleśnictwa: Pajęczno i Gidle. W skład Nadleśnictwa wchodziło tylko leśnictwo Niesulów z podziałem na uroczyska: Niesulów, Strzałków, Łazów, Radziechowice i Dobryszyce. Nadleśnictwo to miało powierzchnię około 4000 ha i zatrudniało 11 gajowych. Leśnictwo Niesulów w następnych latach było stopniowo dzielone. Z uroczyska Łazów utworzono samodzielne leśnictwo Łazów, z uroczyska Kruplin i Radziechowice – leśnictwo Kruplin, z uroczyska Strzałków – leśnictwo Strzałków. 
Po II wojnie światowej Nadleśnictwo Gidle utworzone zostało dnia 1 października 1945 roku, a w jego skład weszły lasy państwowe byłego Nadleśnictwa Gidle z leśnictwami: Strzałków i Niesulów oraz lasy upaństwowionych majątków prywatnych w leśnictwach: Jasień, Rędziny i Żytno. Powierzchnia lasów Nadleśnictwa wynosiła wtedy 5500 ha. Taki stan powierzchniowy istniał do dnia 31 grudnia 1972 roku, kiedy to w ramach reorganizacji utworzono nowe Nadleśnictwo, włączając w jego skład sąsiadujące nadleśnictwa: Dąbrowa Zielona i Silniczka. Po połączeniu Nadleśnictwo miało 19 leśnictw, 15 807 ha lasów i wchodziło w skład OZLP Łódź. Z dniem 1 lipca 1975 roku w wyniku kolejnej reorganizacji, Nadleśnictwo weszło w skład Okręgowego Zarządu Lasów Państwowych w Katowicach. Innym efektem dostosowania granic Nadleśnictwa do granic nowo powstałych województw było przekazanie do Nadleśnictwa Radomsko terenów położonych w województwie piotrkowskim – leśnictw Kruszyna, Krzętów, Strzałkowice oraz części leśnictw: Wola Życińska, Rędziny i Jasień. W zamian do Nadleśnictwa dołączono obręb Kruszyna. W wyniku tych zmian Nadleśnictwo osiągnęło powierzchnię 20 005 ha i składało się z 20 leśnictw. W wyniku przejmowania gruntów do zalesienia powstało leśnictwo Łęg oraz wyodrębniono Gospodarstwo Szkółkarskie o powierzchni 13,64 ha.

## Warunki geograficzno-przyrodnicze
Nadleśnictwo Gidle położone jest w Małopolskiej Krainie Przyrodniczo-Leśnej, w mezoregionach Wyżyny Woźnicko-Wieluńskiej, Niecki Włoszczowskiej i Piotrkowsko-Opoczyńskim.
Powierzchnia ogólna gruntów nadleśnictwa: 19 829,82 ha; w 3 obrębach: Dąbrowa Zielona, Gidle i Kruszyna podzielonych obecnie na 13 leśnictw (wraz ze szkółką leśną):
- obręb Dąbrowa Zielona
  - leśnictwo Dębowiec
  - leśnictwo Sowin
  - leśnictwo Brzozówki
  - leśnictwo Gajki
  - Szkółka Leśna
- obręb Gidle
  - leśnictwo Silnica
  - leśnictwo Żytno
  - leśnictwo Niesulów
- obręb Kruszyna
  - leśnictwo Zielonka
  - leśnictwo Wikłów
  - leśnictwo Prucicko
  - leśnictwo Kruszyna
  - leśnictwo Kłomnice

Siedliska leśne: borowe 81,4%, lasowe 18,6%. Główne gatunki lasotwórcze: sosna 85%, olsza czarna (6%), dąb (4%), brzoza (3%) i modrzew (1%).
Drzewostany obrębów Dąbrowa Zielona i Gidle znajdują się w I strefie uszkodzeń przemysłowych, a obrębu Kruszyna w II strefie.

## Ochrona przyrody
Na terenie Nadleśnictwa znajduje się Piliczański Obszar Chronionego Krajobrazu oraz następujące rezerwaty przyrody:
- Dębowiec – o łącznej powierzchni 47,10 ha, w którym przedmiotem ochrony jest las grądowy z lipą szerokolistną (Tilia platyphyllos), oraz z szerokim spektrum innych zbiorowisk w tym leśnych i podmokłych łąk. W szacie roślinnej znajduje się w nim 335 zidentyfikowanych gatunków roślin naczyniowych.
- Jasień o powierzchni 19,81  ha, chroniący stanowisko naturalnego występowania cisa pospolitego Taxus baccata[1].